# Alexi Koum
Emmanuel Alexi Koum Mbondo (* 5. Februar 2006 in Villeneuve-Saint-Georges) ist ein französisch-kamerunischer Fußballspieler.

## Karriere

### Verein
Koum begann seine fußballerische Laufbahn im Oktober 2012 bei Valenton FA. Nach fast sieben Jahren dort wechselte er im Sommer 2019 für zwei Jahre zum CS Brétigny, ehe er im Juli 2021 von der Jugendakademie der AJ Auxerre verpflichtet wurde. Dort spielte er direkt in der Saison 2021/22 24 Mal für die B-Junioren, wobei er sechsmal traf und schon zweimal für das U19-Team in Liga und Pokal. In der Spielzeit 2022/23 lief er 18 Mal für die A-Junioren auf und schoss dabei drei Tore. Zudem spielte er elfmal (ein Tor) für die zweite Herrenmannschaft in der National 2. 2023/24 kam er dann, bis auf ein U19-Pokalspiel, nur noch in der vierten französischen Spielklasse zum Einsatz und absolvierte dort 22 Spiele und schoss zwei Tore.
Im Juli 2024 wechselte er zum Erstligisten Olympique Marseille, wo er zunächst für das Reserveteam eingeplant wurde. Am 8. Dezember 2024 (14. Spieltag) debütierte Koum bei einem 2:0-Sieg über die AS Saint-Étienne in der Ligue 1.

### Nationalmannschaft
Koum absolvierte bereits Partien für diverse Juniorennationalmannschaften der FFF, wurde bislang jedoch jeweils nur in Freundschafts- und Qualifikationsspielen eingesetzt.